# Rafael Viñoly
Rafael Viñoly Beceiro (Montevidéu, 1 de junho de 1944 – Nova Iorque, 3 de março de 2023) foi um arquiteto uruguaio que estudou na Argentina e viveu nos Estados Unidos.

## Vida
Viñoly teve como pais o diretor de cinema e teatro Román Viñoly Barreto e a professora de matemática Maria Beceiro. Ele recebeu seu diploma em arquitetura pela Universidade de Buenos Aires em 1968 e o Mestrado em Arquitetura pela Escola de Arquitetura e Urbanismo da mesma um ano depois. Já em 1964 fundou um escritório de arquitetura com outros seis arquitetos, que mais tarde se tornou um dos maiores da América do Sul. Em 1978 ele foi para os Estados Unidos com sua família, onde lecionou brevemente como palestrante convidado na Harvard Graduate School of Design e depois se estabeleceu definitivamente em Nova York a partir de 1979, onde fundou a Rafael Viñoly Architects em 1983. Seu primeiro grande projeto foi o John Jay College of Criminal Justice (1988). Em 1989, ele ganhou o concurso internacional de design para o Fórum Internacional de Tóquio, que foi concluído em 1996 e é hoje um dos complexos culturais mais importantes do Japão. Rafael Viñoly Architects também estava entre os finalistas do concurso de projetos para o novo World Trade Center, que Daniel Libeskind venceu. Viñoly foi o responsável pelo projeto do arranha-céu Walkie Talkie na 20 Fenchurch Street, cuja fachada côncava e espelhada com seu efeito de espelho ardente já causou vários danos materiais devido aos raios solares focalizados. Problema semelhante ocorre no Hotel Vdara, em Las Vegas, também projetado por Rafael Viñoly. Viñoly foi premiado com a Carbuncle Cup 2015 pelo arranha-céu 20 Fenchurch Street.
Viñoly foi Fellow do American Institute of Architects (AIA), International Fellow do Royal Institute of British Architects (RIBA) e membro do Japan Institute of Architects (JIA) e da Sociedad Central de Arquitectos (SCA). Em 1994, Rafael Viñoly foi eleito membro (NA) da National Academy of Design de Nova York.
Ele morreu em Nova York em 3 de março de 2023 aos 78 anos.

## Obras principais (seleção)

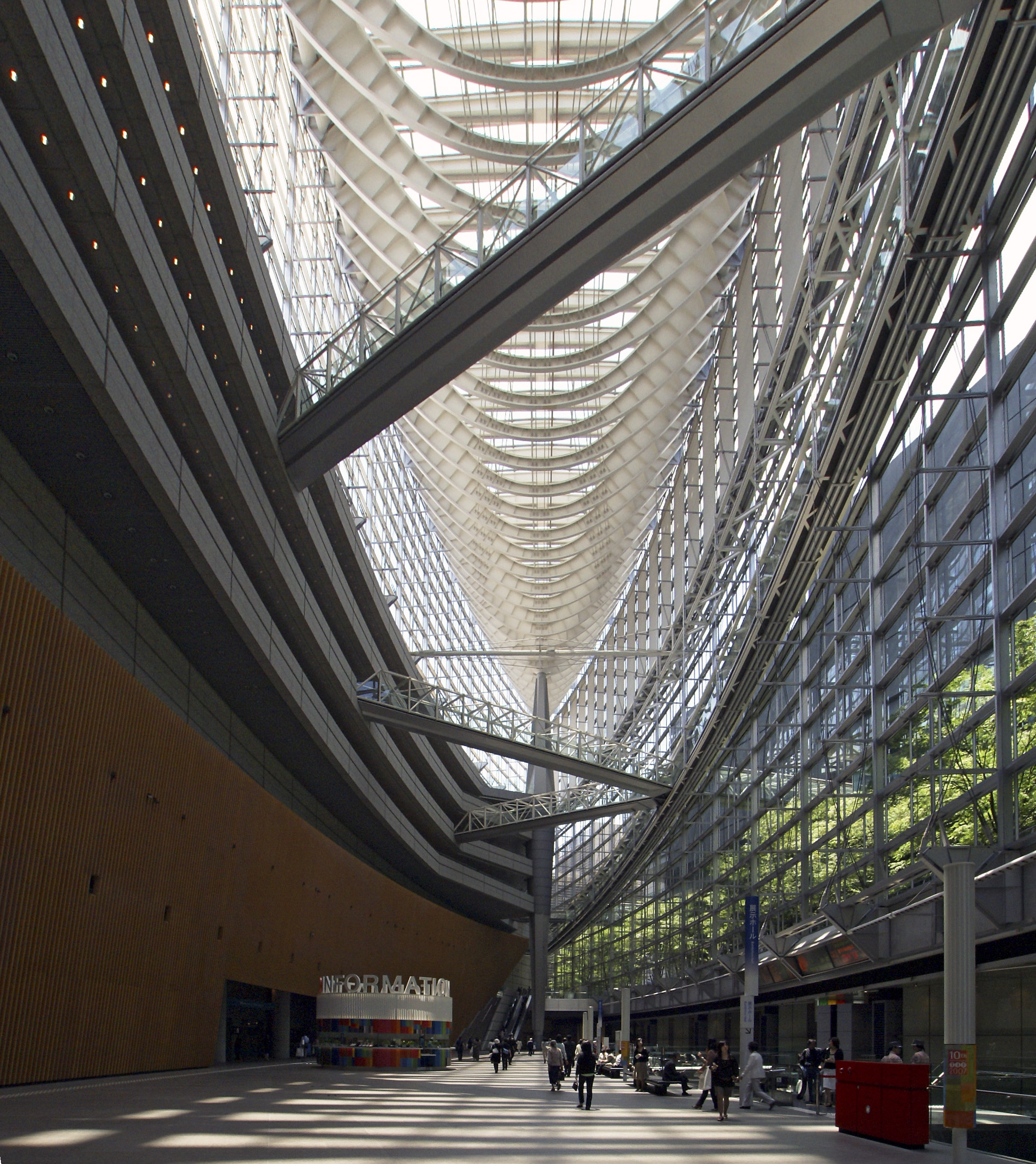
Fórum Internacional de Tóquio (1996)

- Fórum Internacional de Tóquio, Japão, 1996
- Kimmel Center for the Performing Arts, Filadélfia, 2001
- Instituto Van Andel, Grand Rapids, 2002
- Watson Institute for International Studies, Brown University, Providence, 2002
- Prédio da Faculdade de Ciências e Tecnologias da Universidade Estadual da Pensilvânia, 2003
- David L Lawrence Convention Center, Pittsburgh, 2003
- Centro de Convenções e Exposições de Boston, Boston, 2004
- Jazz @ Lincoln Center, Nova York, 2004Edifício do Instituto de Medicina de Regeneração, Universidade da Califórnia em São Francisco

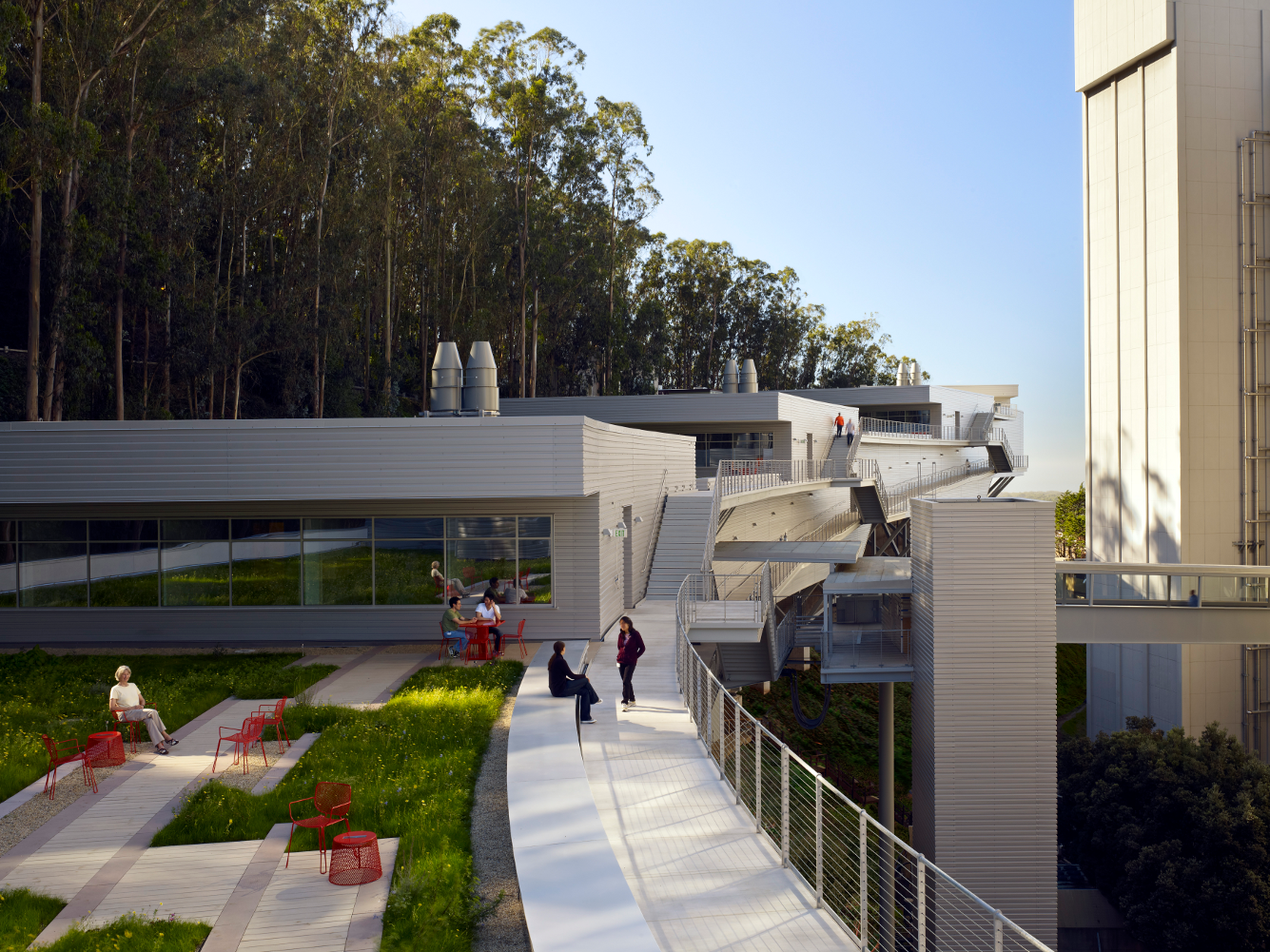
Edifício do Instituto de Medicina de Regeneração, Universidade da Califórnia em São Francisco

- Museu de Arte Nasher, Duke University, Durham, 2005
- Mahler 4 Viñoly Toren, Amsterdam, Holanda, 2005
- Howard Hughes Medical Institute, Janelia Farm Research Campus, Ashburn, 2006
- Coleção de Arte Amalia Lacroze de Fortabat, Buenos Aires, 2008
- Vdara, Las Vegas, 2009
- 20 Fenchurch Street ("Walkie Talkie"), Londres, 2014
- Puente de Laguna Garzón, Uruguai, 2015
- 432 Park Avenue, Nova York, 2015
- 125 Greenwich Street, Nova York, 2018